# David D. Clark

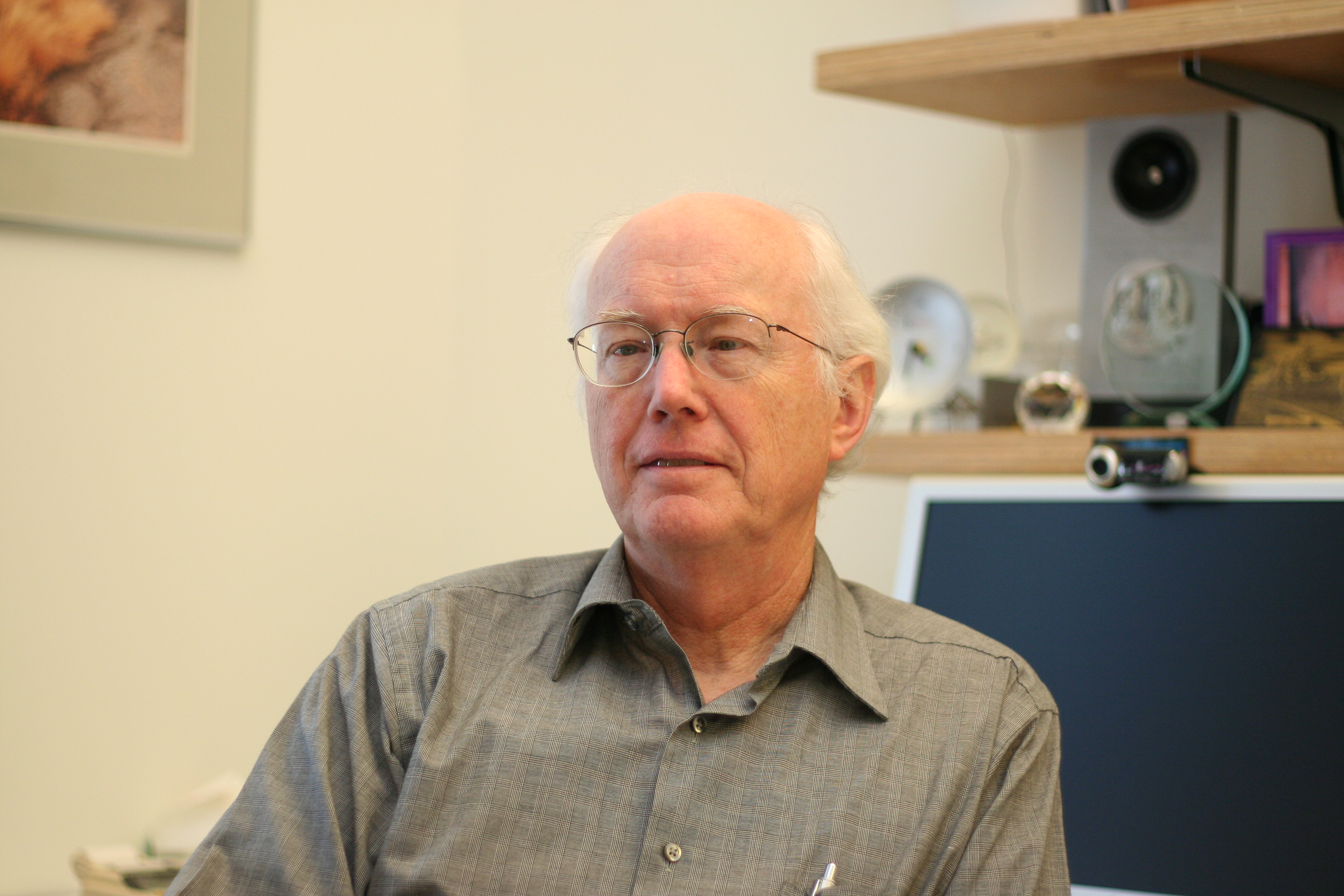
David D. Clark, 2009

David Dana Clark (* 7. April 1944) ist ein US-amerikanischer Informatiker und Internet-Pionier. Er arbeitet als Senior Research Scientist am MIT.
Clark graduierte 1966 am Swarthmore College. 1973 erwarb er den Doktorgrad (Ph.D.) am MIT, wo er seitdem am Computer Science and Artificial Intelligence Laboratory angestellt ist.
Von 1981 bis 1989 war Clark Chief Protocol Architect des Internets und leitete das Internet Activities Board, aus dem später das Internet Architecture Board wurde.
In Anerkennung seiner bedeutenden Beiträge zur Entwicklung der Internet-Architektur erhielt Clark in den Jahren 1990 sowie 2012 einen SIGCOMM Award und 1998 die Richard-W.-Hamming-Medaille des IEEE. 2002 wurde er außerdem in die American Academy of Arts and Sciences gewählt und für 2026 wurde ihm der IEEE Internet Award zugesprochen.